# Marcelcave
Marcelcave est une commune française située dans le département de la Somme en région Hauts-de-France.

## Géographie

### Localisation
Marcelcave est un village picard de l'Amiénois et de la région naturelle du Santerre.
Limitrophe de Villers-Bretonneux, la commune est située à 8 km au sud-est de Corbie, 10 km au nord-ouest de Rosières-en-Santerre, 18 km au sud d'Albert et à 21 km à l'est d'Amiens à vol d'oiseau.
Le territoire de la commune est limitrophe de ceux de six communes.Les communes limitrophes sont Wiencourt-l'Équipée, Aubercourt, Cayeux-en-Santerre, Ignaucourt, Lamotte-Warfusée et Villers-Bretonneux.

### Géologie et relief
La majeure partie du territoire de la commune est de formation secondaire (crétacé). Au nord et au centre, le sol est de formation tertiaire, sous la couche végétale, on trouve des couches argileuses. Le calcaire affleure sur le versant septentrional de la vallée de la Luce. Le fond de la vallée est de nature tourbeuse.
Le relief de la commune est celui d'un plateau traversé par un vallon allant du village à la Luce. Au sud de la commune le paysage est celui d'une vallée. Le point culminant de la commune est d'une altitude de 98 m.

### Hydrographie

#### Réseau hydrographique
La commune est située dans le bassin Artois-Picardie. Elle est drainée par la Luce.
La Luce, d'une longueur de 18 km, prend sa source dans la commune de Caix et se jette  dans l'Avre à Thennes, après avoir traversé 13 communes.

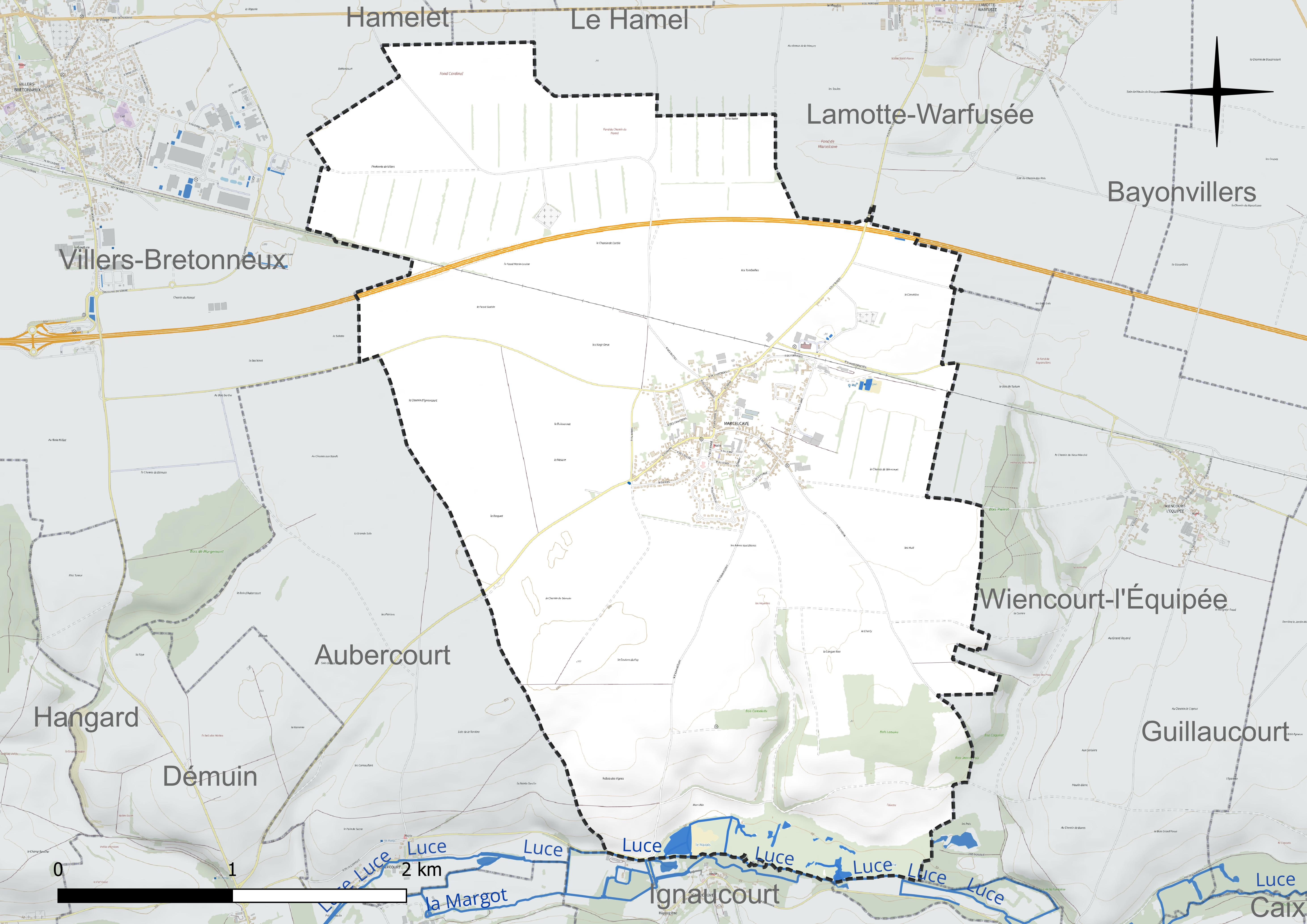
Réseau hydrographique de Marcelcave.

#### Gestion et qualité des eaux
Le territoire communal est couvert par le schéma d'aménagement et de gestion des eaux (SAGE) « Haute Somme ». Ce document de planification concerne un territoire de 1 798 km2 de superficie, délimité par le bassin versant de la Haute Somme est constitué d'un réseau hydrographique complexe de cours d'eau, de marais, d'étangs et de canaux. Le périmètre a été arrêté le 21 avril 2006 et le SAGE proprement dit a été approuvé le 15 juin 2017. La structure porteuse de l'élaboration et de la mise en œuvre est le syndicat mixte d'aménagement hydraulique du bassin versant de la Somme (AMEVA).
La qualité des cours d'eau peut être consultée sur un site dédié géré par les agences de l'eau et l'Agence française pour la biodiversité.

### Climat
Pour des articles plus généraux, voir Climat des Hauts-de-France et Climat de la Somme.
En 2010, le climat de la commune est de type climat océanique dégradé des plaines du Centre et du Nord, selon une étude du CNRS s'appuyant sur une série de données couvrant la période 1971-2000. En 2020, Météo-France publie une typologie des climats de la France métropolitaine dans laquelle la commune est exposée à un climat océanique et est dans la région climatique Nord-est du bassin Parisien, caractérisée par un ensoleillement médiocre, une pluviométrie moyenne régulièrement répartie au cours de l'année et un hiver froid (3 °C).
Pour la période 1971-2000, la température annuelle moyenne est de 10,2 °C, avec une amplitude thermique annuelle de 14,5 °C. Le cumul annuel moyen de précipitations est de 738 mm, avec 11,8 jours de précipitations en janvier et 8,6 jours en juillet. Pour la période 1991-2020, la température moyenne annuelle observée sur la station météorologique la plus proche, située sur la commune de Glisy à 13 km à vol d'oiseau, est de 11,1 °C et le cumul annuel moyen de précipitations est de 646,6 mm,. Pour l'avenir, les paramètres climatiques de la commune estimés pour 2050 selon différents scénarios d'émission de gaz à effet de serre sont consultables sur un site dédié publié par Météo-France en novembre 2022.

## Urbanisme

### Typologie
Au 1er janvier 2024, Marcelcave est catégorisée bourg rural, selon la nouvelle grille communale de densité à sept niveaux définie par l'Insee en 2022.
Elle est située hors unité urbaine. Par ailleurs la commune fait partie de l'aire d'attraction d'Amiens, dont elle est une commune de la couronne,. Cette aire, qui regroupe 369 communes, est catégorisée dans les aires de 200 000 à moins de 700 000 habitants,.

### Occupation des sols
L'occupation des sols de la commune, telle qu'elle ressort de la base de données européenne d'occupation biophysique des sols Corine Land Cover (CLC), est marquée par l'importance des territoires agricoles (86,4 % en 2018), une proportion sensiblement équivalente à celle de 1990 (86,8 %). La répartition détaillée en 2018 est la suivante : 
terres arables (86,2 %), zones urbanisées (6,8 %), forêts (6,8 %), zones agricoles hétérogènes (0,1 %). L'évolution de l'occupation des sols de la commune et de ses infrastructures peut être observée sur les différentes représentations cartographiques du territoire : la carte de Cassini (XVIIIe siècle), la carte d'état-major (1820-1866) et les cartes ou photos aériennes de l'IGN pour la période actuelle (1950 à aujourd'hui).

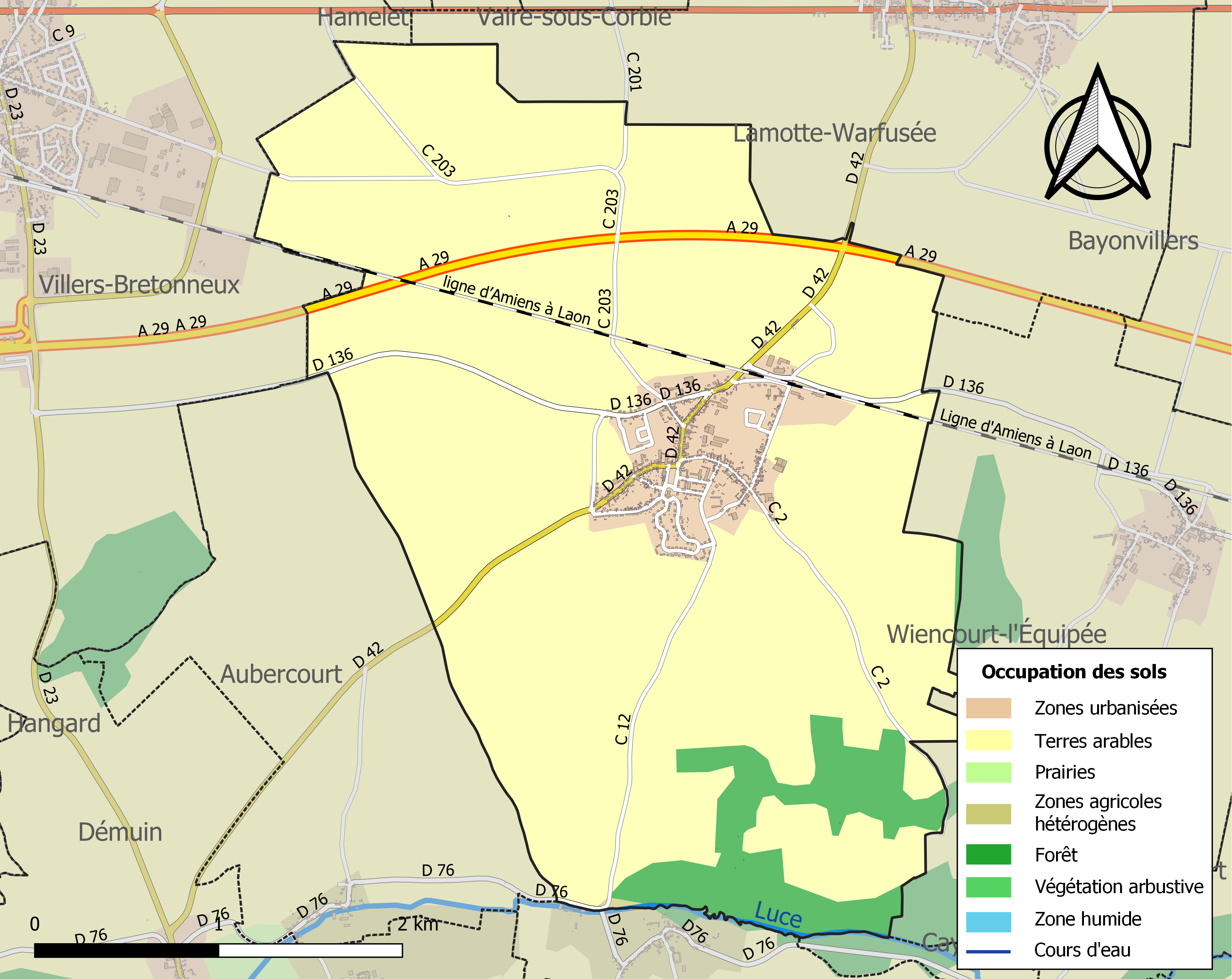
Carte des infrastructures et de l'occupation des sols de la commune en 2018 (CLC).

### Habitat
La commune présente un habitat groupé. Le village fut reconstruit pendant l'entre-deux-guerres et des lotissements d'habitat individuel ont été construits à la fin du XXe siècle.

### Voies de communication et transports

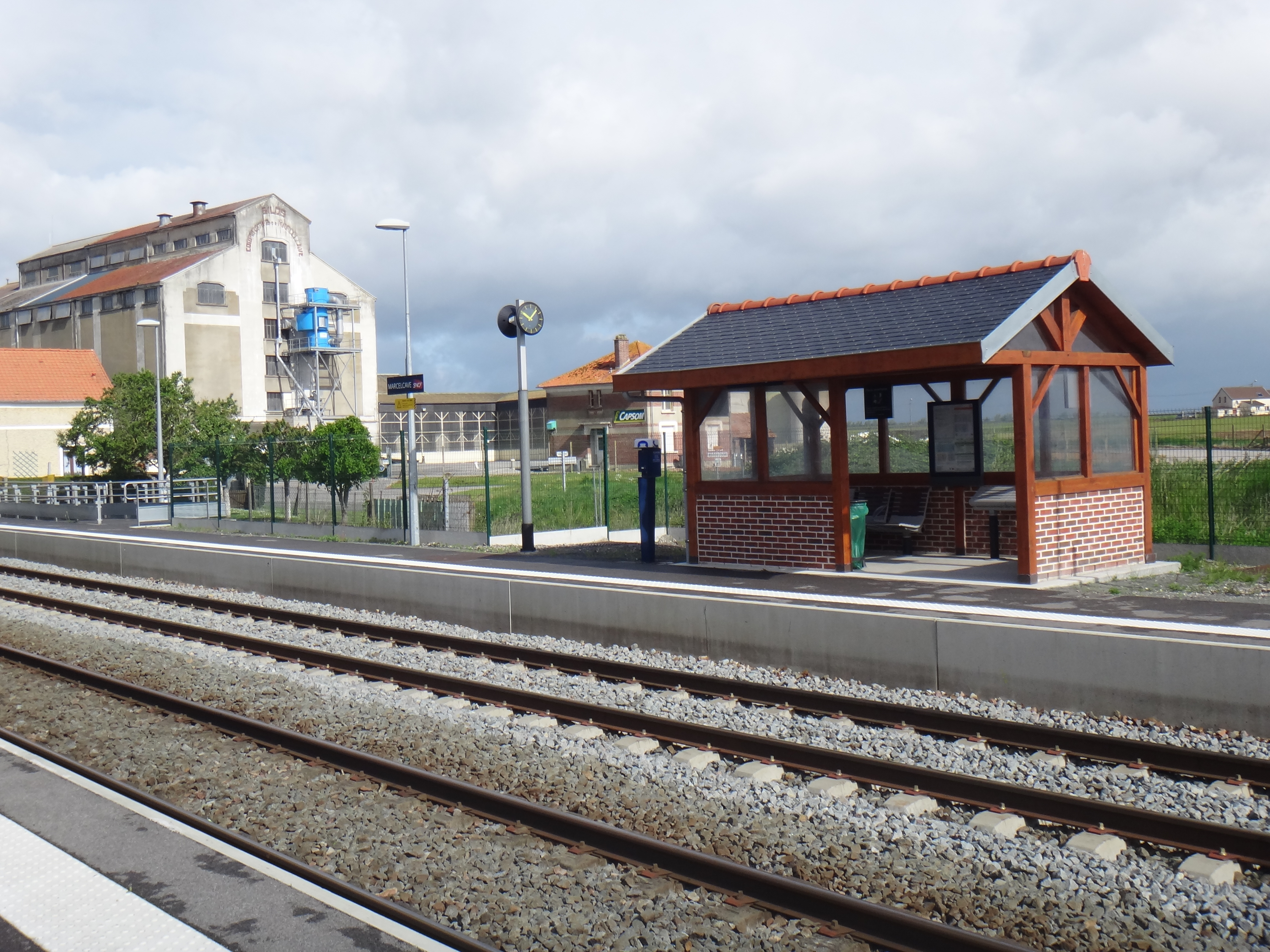
La gare.

La commune est traversée par l'autoroute A 29 dont l'échangeur le plus proche se trouve sur le territoire de la commune voisine de Villers-Bretonneux.
La route départementale 42, reliant Albert à Démuin, traverse la commune. Des routes secondaires relient Marcelcave aux villages voisins.
La commune est traversée par la voie ferrée reliant Amiens à Laon. La gare de Marcelcave est desservie est desservie par des trains régionaux TER Hauts-de-France qui effectuent des missions entre les gares d'Amiens et de Tergnier ou de Laon. En 2009, la fréquentation de la gare était de 121 voyageurs par jour

## Toponymie
En 1168, le premier nom relevé est Marchiel. Suivront en 1203, Marcellicavea (Marcelli Cavea), et en 1234, Marchellum, formes latinisées. Puis en 1301, Marchel en santhers et en 1633, Marchais suivi en 1648 de Saint Marcel et Marchez (1710).
Marcel-la-Cave est relevé ensuite avec Marche le Cave en 1720 pour aboutir à Marcelcave en 1750.
Une cave spacieuse, traversant tout le village aurait, selon certains, donné son nom à la localité. Un lien avec le dieu romain Mars ou avec saint Marcel est plus vraisemblable.

## Histoire

### Préhistoire
Des pierres polies ont été trouvées sur le territoire communal.
Au lieu-dit Le Chemin d'Ignaucourt, ont été mis au jour les vestiges d'un site occupé de la période de La Tène moyenne/finale (autour de 150 avant notre ère) à l'Antiquité tardive (fin du IVe siècle - début du Ve siècle de notre ère).
Ont été retrouvés un système d'enclos curvilignes dont la fonction n'est pas déterminée ainsi que trois groupes de tombes. Chacun des groupes se situant dans une parcelle délimitée par un fossé.
Une tombe se distinguait des autres par les objets qu'elle renfermait : deux chenets en fer à têtes de taureau, deux faisselles en terre cuite, un chaudron en métal avec sa crémaillère et un coffret contenant les restes incinérés du défunt. Il s'agissait là d'une tombe aristocratique comme celles retrouvées ailleurs en Picardie, en Normandie et dans le sud-est de l'Angleterre. Cette tombe a été reconstituée pour être exposée au Musée de Picardie, à Amiens.
Trois autres tombes datées de la fin de la période gauloise contenaient les restes incinérés des défunts. Enfin, une sépulture, d'époque gallo-romaine, enfermée dans un petit coffre de pierre monolithe a été également retrouvée.

### Antiquité
Les fouilles archéologiques ont révélé qu'au Ier siècle de notre ère une organisation des parcelles agricoles quadrangulaires avait été mise en place jusqu'à l'abandon du site. Cette organisation du parcellaire est sans doute liée à la présence d'une villa romaine (grand établissement agricole) qui se trouvait plus au sud. Cette villa prospéra vers la fin du IIe siècle et le IIIe siècle. Des vestiges d'un bâtiment rectangulaire, reposant sur des fondations en craie, ont été mis au jour. Ce bâtiment fut détruit au IVe siècle et fut remplacé par un bâtiment sur poteaux.
Des poteries gallo-romaines ont été trouvées sur le territoire communal. Des traces de trois villas gallo-romaines ont été repérées.

### Moyen Âge
Deux sarcophages mérovingiens ont été découverts en 1921 sur le site contenant les traces de trois villas gallo-romaines. Ces vestiges sont conservés dans le square Pierre-Marie-Saguez à Amiens.
Au XIe siècle, la terre de Marcelcave fut donnée à l'abbaye Saint-Jean-des-Prémontrés d'Amiens par Guy de Vignacourt. En 1159, Altelme de Flessicourt fit don de l'église à la même abbaye.
En 1217, l'abbé de Corbie concéda, le fief de la Monnaie consistant en un manoir et 60 journaux de terres au chevalier Baudouin de Bonnay, avec droit de battre monnaie. Au XVe siècle, ce manoir appartenait à la famille Hannicque de Corbie.
En 1355 et 1372, Jean de Barbenchon était seigneur de Marchel-en-Santerre. Au XVe siècle, la seigneurie passa à la famille de Pas de Feuquières. Marcelcave passa ensuite par mariage à Nicolas de Fontaine. Baugeois de Fontaines est cité comme seigneur de Marcelcave.

### Époque moderne
En 1636, le village subit de lourdes épreuves : il est ravagé par les Espagnols et la peste sévit. Envoyé par Louis XIII, le comte de Soissons s'installe dans la localité.
Au XVIIIe siècle, la paroisse de Marcelcave comptait 800 communiants. Le revenu de la cure était de 826 livres en 1728.
Depuis la fin du XVIe siècle, la seigneurie de Marcelcave avait pour titulaire la famille d'Aumale, branche d'Haucourt, branche protestante de la famille d'Aumale, qui la conserva jusqu'à Suzanne d'Aumale, épouse de Frédéric de Schomberg (1615-1690), maréchal de France en 1675.
Après la mort de la maréchale de Schomberg, ses héritiers vendent en 1708 la seigneurie de Marcelcave à Pierre du Fresne, seigneur de La Motte en Santerre, commissaire et receveur général aux saisies réelles du Bailliage d'Amiens (1656-1729). Marié en 1679 avec Catherine Fournier, Pierre du Fresne a pour successeur à Marcelcave, son fils, Alexandre du Fresne, conseiller-secrétaire du Roi, maire d'Amiens en 1749 (1692-1763), marié en 1718 avec Marie-Françoise Morel.
Les du Fresne font édifier après leur acquisition le château de Marcelcave, en brique et pierre, un étage sur rez-de-chaussée, comportant un corps de logis prolongé à chacune de ses extrémités par une aile en retour, celle de gauche peu saillante, celle de droite assez longue et formant comme un second logis.
Sur la gauche, se trouvait une cour de dépendances comportant un colombier entouré de communs.
À Alexandre du Fresne, succède son fils aîné, Pierre François du Fresne, lieutenant général au Bailliage d'Amiens, mort en 1794 sans postérité, puis le neveu de celui-ci, Charles Firmin Alexandre du Fresne de Beaucourt, conseiller au Bailliage d'Amiens, puis maire de Marcelcave (1761-1846).

### Époque contemporaine

#### XIXesiècle
En 1801, l'église et 78 maisons du village furent ravagées par un incendie.
En 1820, Charles Firmin Alexandre du Fresne de Beaucourt, maire de Marcelcave (1761-1846), vend le domaine de Marcelcave à Omer Jérosme, négociant à Amiens, dont la descendance conserve le château jusqu'à sa destruction.
En 1847, la famille Jérosme fit installer face au château de Marcelcave l'ancienne grille du potager du château d'Heilly, beau travail exécuté dans les années 1770 par le ferronnier d'art Jean Veyren, dit Le Vivarais.
En 1867, la ligne de chemin de fer d'Amiens à Laon est mise en service avec création de la gare de Marcelcave, qui facilite le déplacement des habitants et le développement économique.
À la fin du XIXe siècle, l'industrie de la bonneterie (fabrication de bas, chaussettes, tricots, gilets de chasse…) employait la moitié de la population active de la commune. Une fabrique de sucre employait une centaine d'ouvriers de novembre à décembre. En outre, étaient en activité : une carrière d'argile, deux carrières de craie et une carrière de silex.
Tout au long du XIXe siècle, la commune connut une croissance démographique qui culmina en 1891 avec 1 698 habitants.
En 1905, année de l'installation de l'eau courante dans le village, un jet d'eau est installé dans le petit parc public qui se situait à l'emplacement de l'actuel  monument aux morts. Le bourg était alors animé par des cafés, le jeu de longue paume installé  sur la place et surtout la "Clique de Marcelcave", une société de musique où jouaient de nombreux ouvriers de l'usine Tonnel.

Marcelcave avant la Première Guerre mondiale
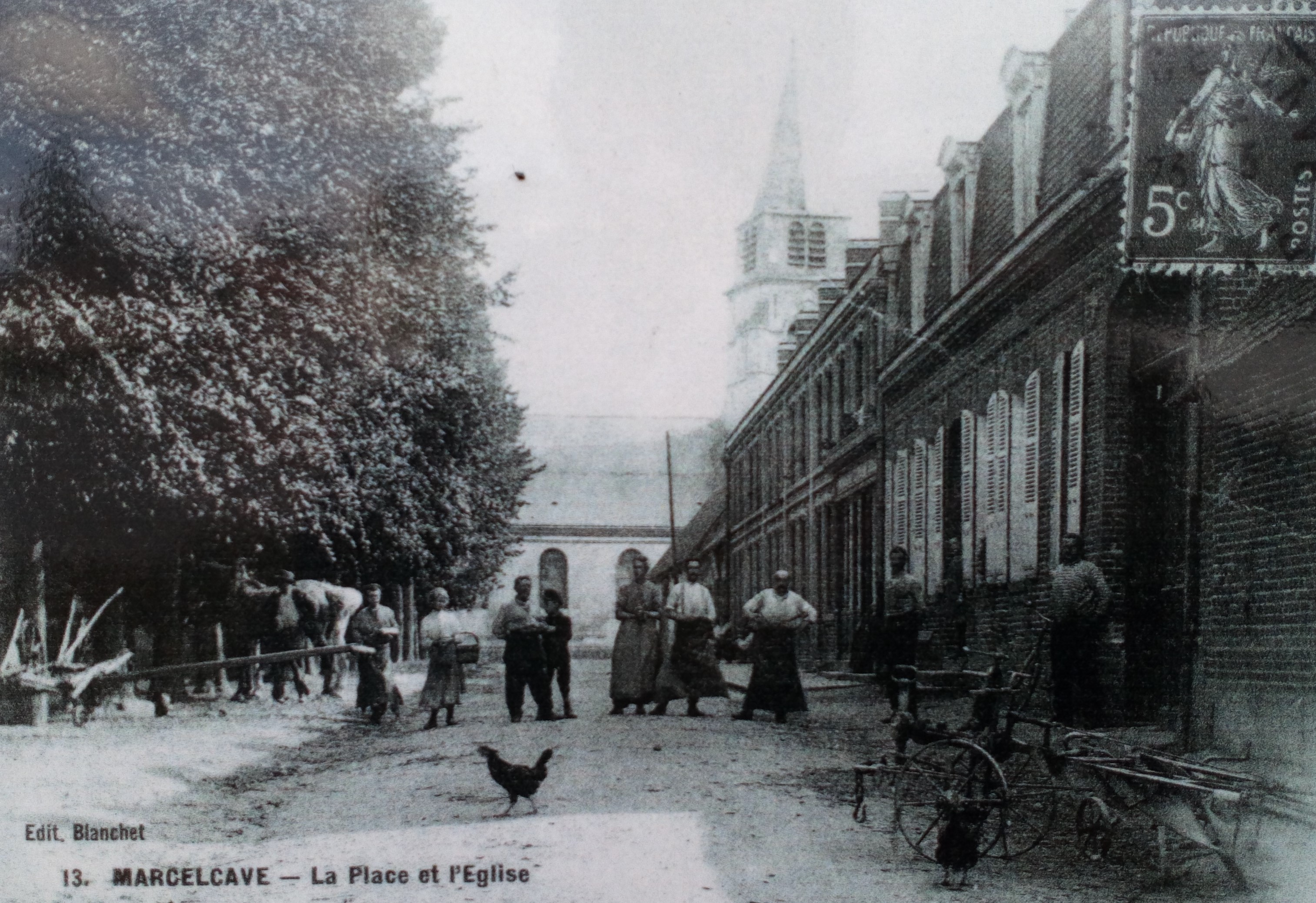
La place
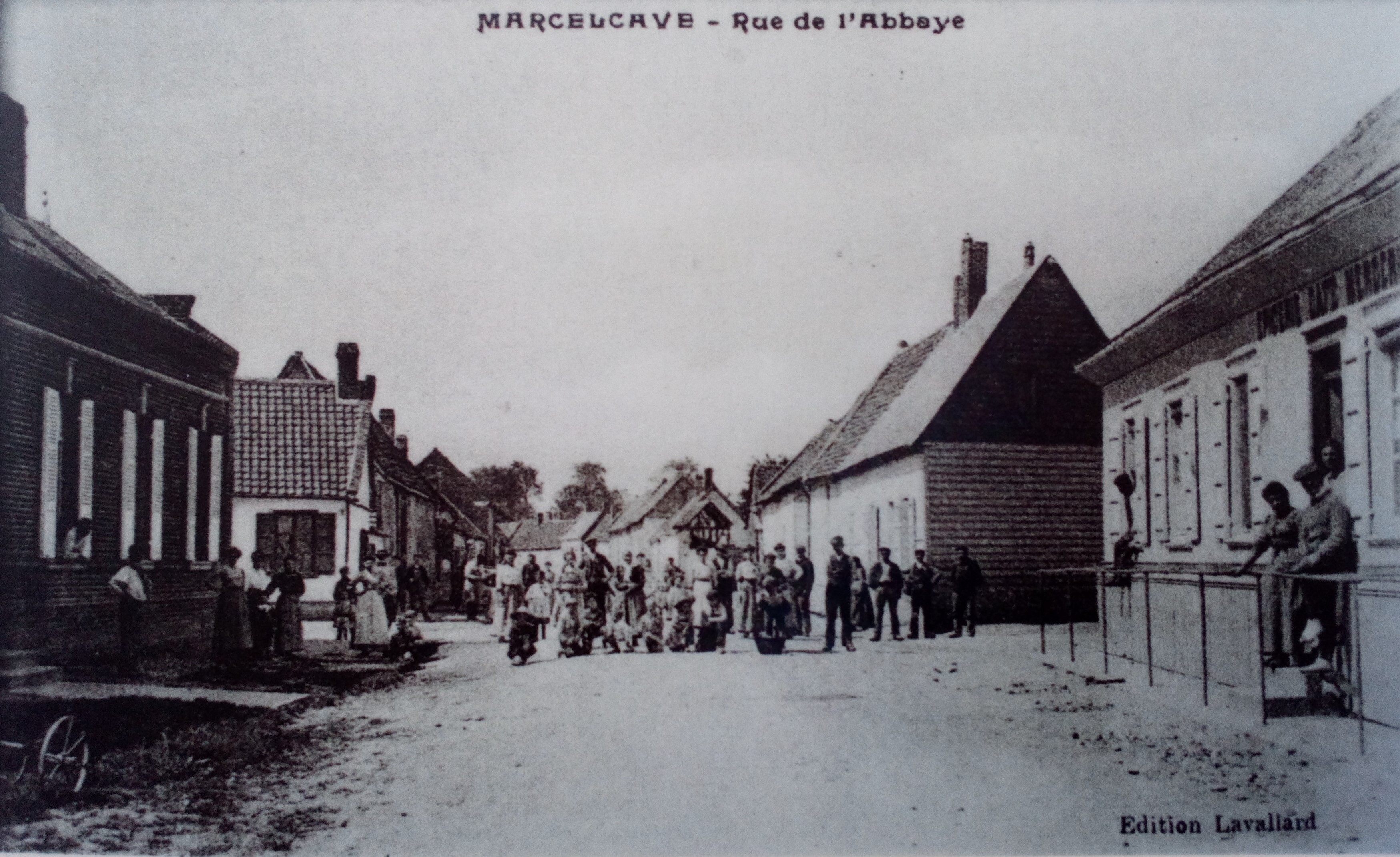
La rue de l'Abbaye
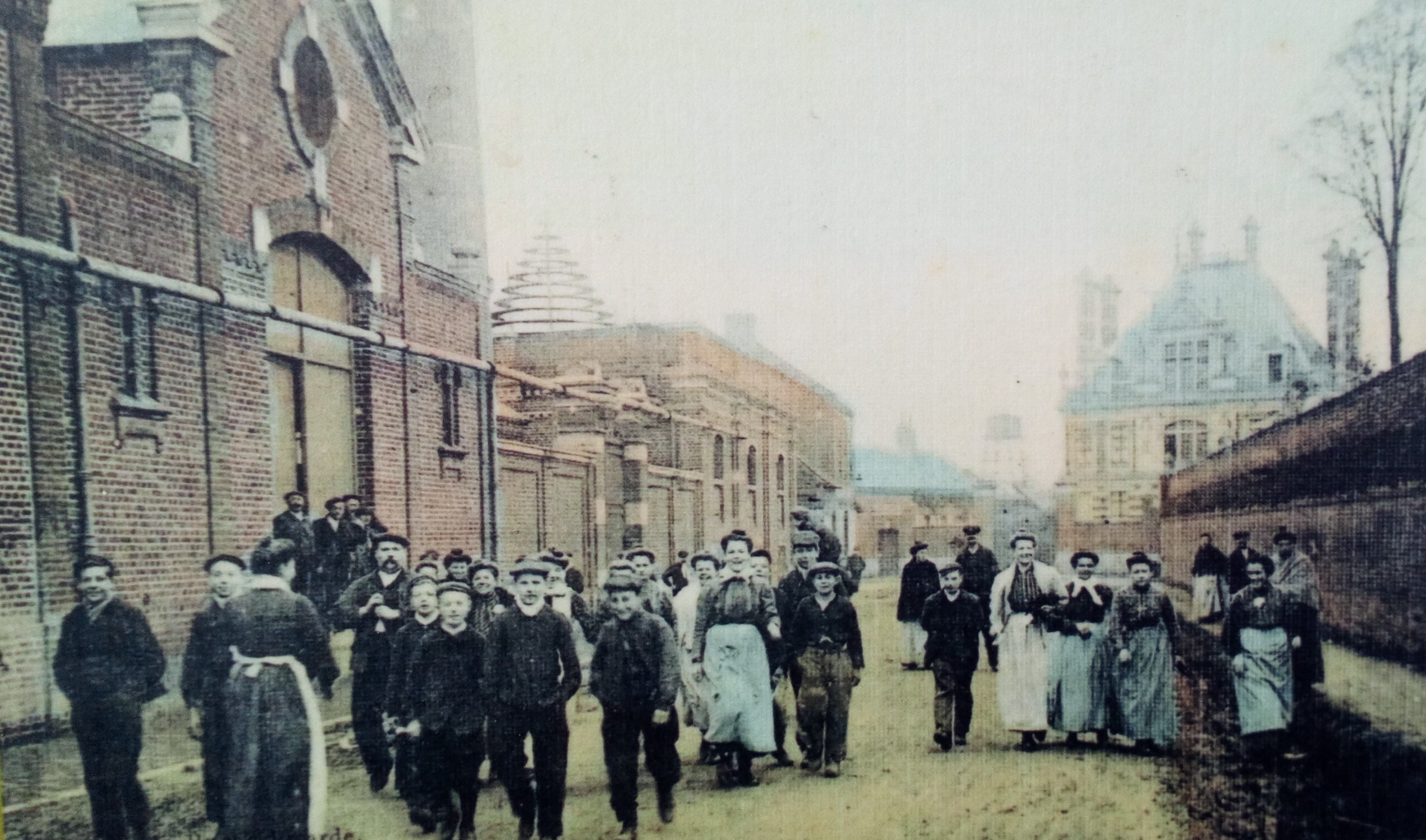
Sortie d'usine

#### Première Guerre mondiale
Pendant la Première Guerre mondiale, la commune était située à l'arrière du front. Il existait à Marcelcave un hôpital militaire et un dépôt de munitions et de matériels militaires.
Pendant la Bataille de la Somme, en 1916, l'église, le château, les usines (textile et sucrerie) et la grande majorité des habitations sont détruits.
Les Alliés ont installé à Marcelcave un hôpital militaire, le H.O.E. 13, composé de baraquements en bois; un très important complexe militaire avait également été édifié (dépôts de vivre, de munitions, d'artillerie… ainsi que réseau ferroviaire).
En 1918, au cours de l'opération Michael, dernière grand offensive allemande, Marcelcave est occupée par l'armée allemande. Le village n'est repris par les troupes canadiennes que  le 8 août 1918. La rue des Canadiens rappelle leur rôle dans cette libération du village.

Marcelcave pendant la Guerre
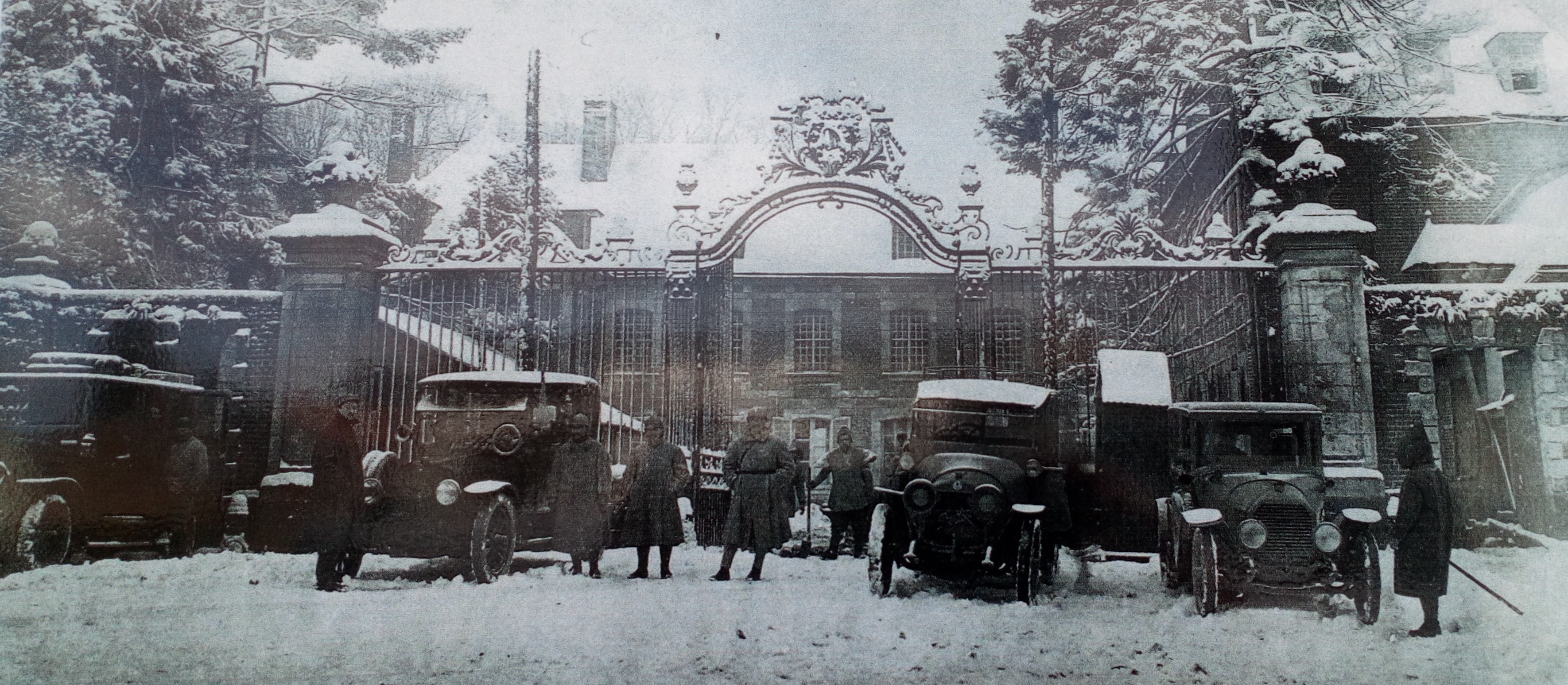
Le château en 1917
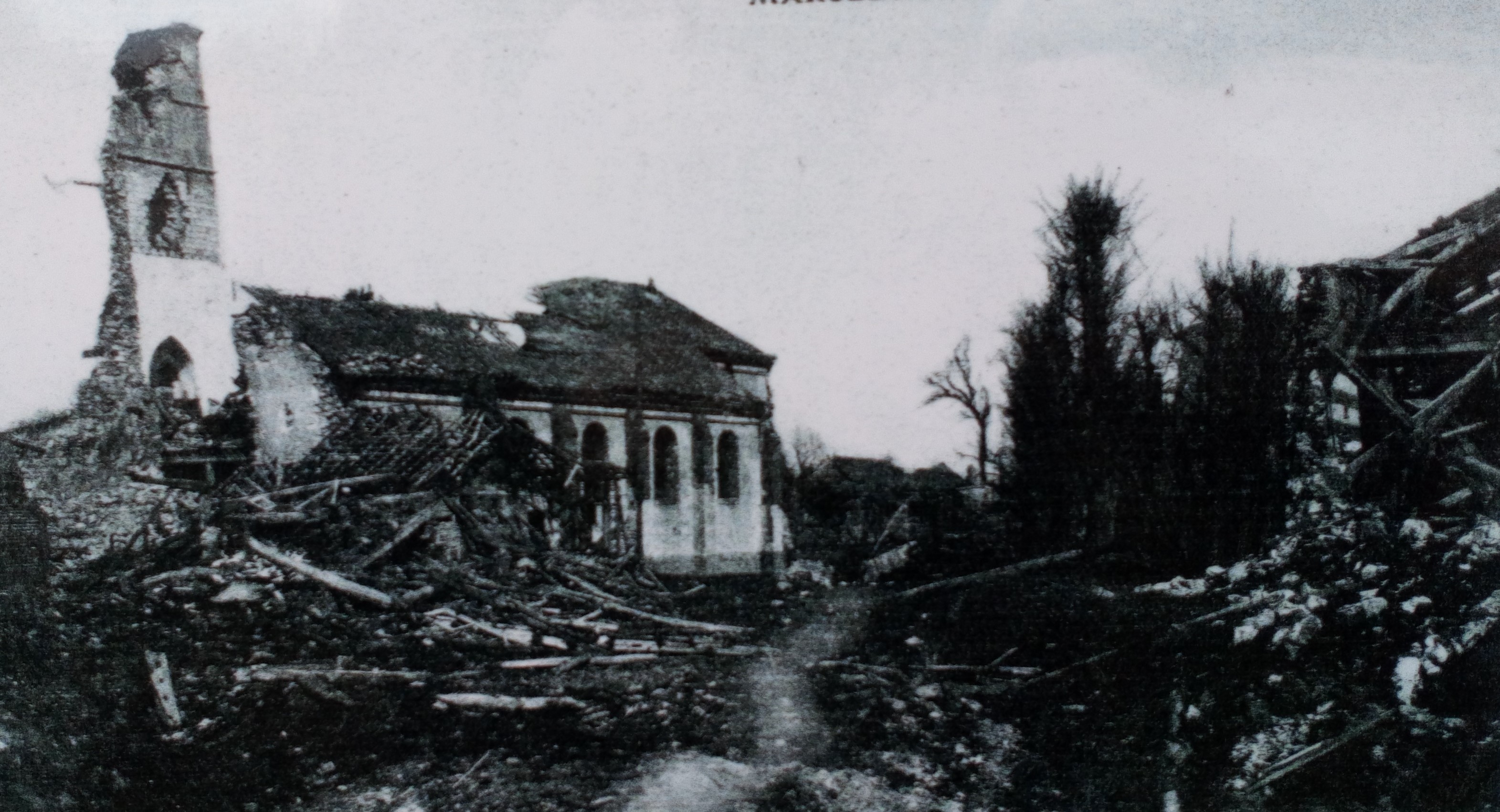
Ruines de l'église
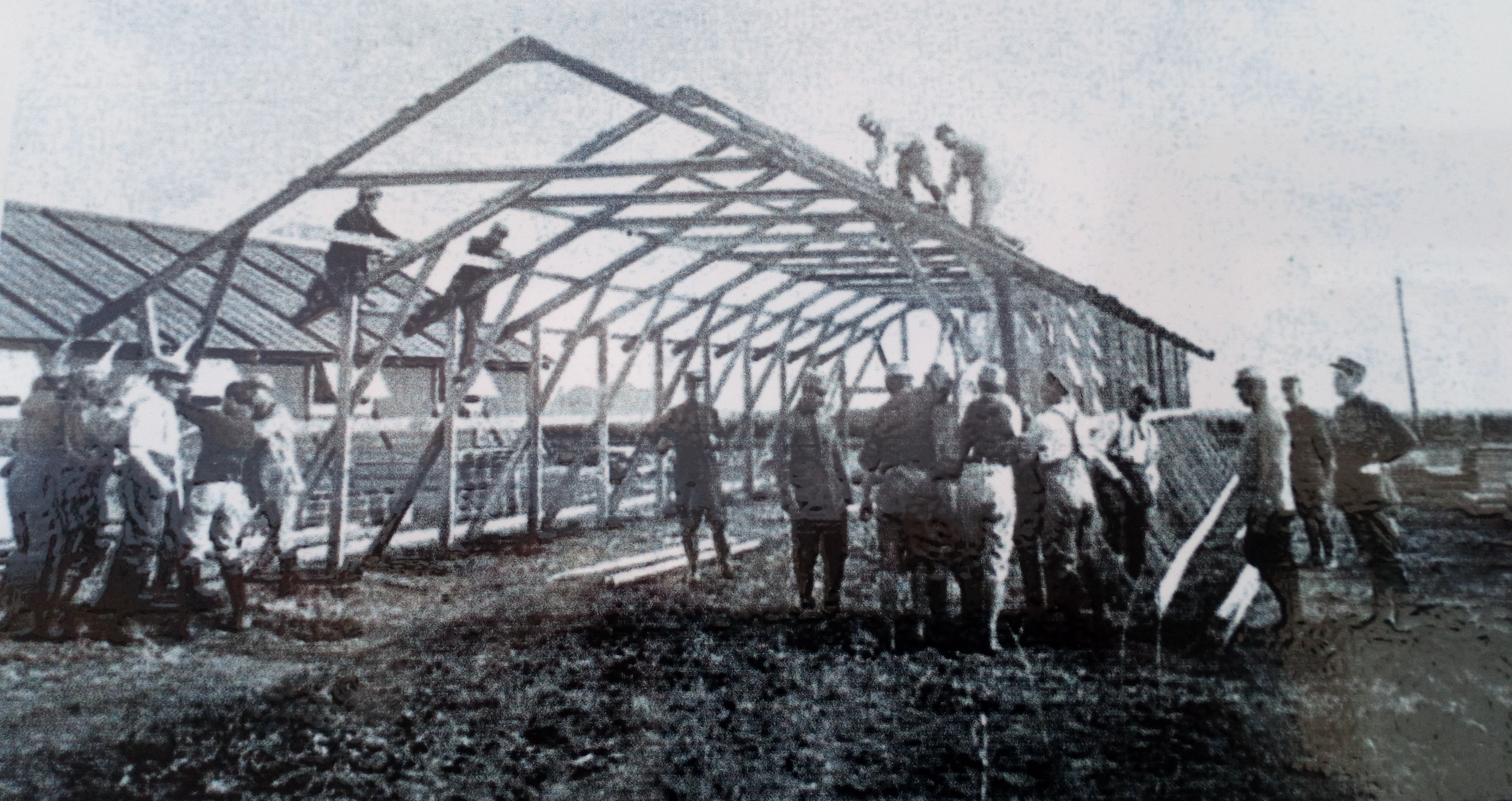
Construction d'un hôpital militaire à Marcelcave
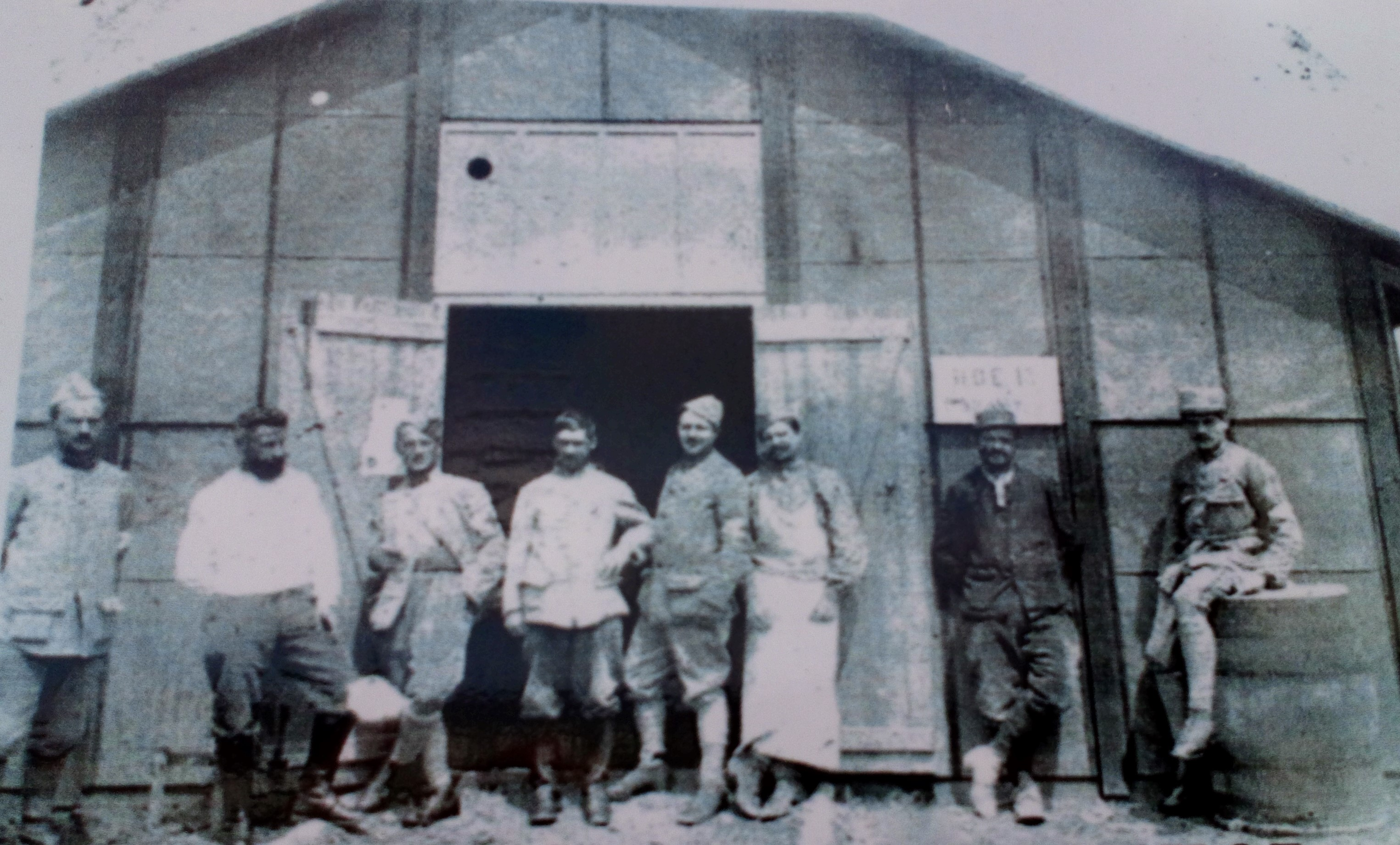
L'hôpital militaire

#### Entre-deux-guerres

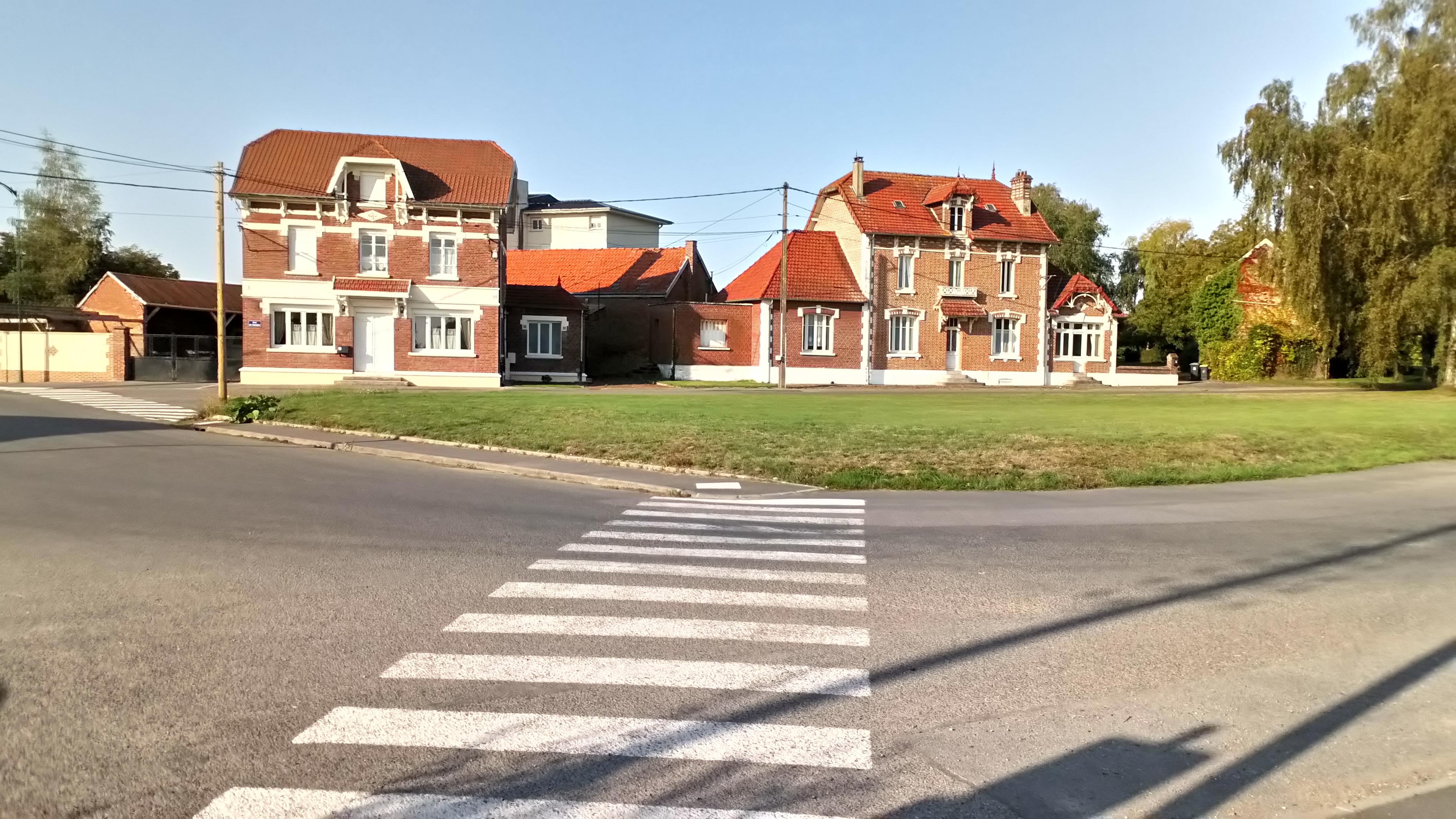
Maisons reconstruites dans l'Entre-deux-Guerres, près de la gare.

Le village, le château, l'église ayant été détruits au cours de la Grande Guerre, la reconstruction s'effectue dans les années 1920 et 1930. Le château n'a pas été reconstruit.

#### Seconde Guerre mondiale
À la fin de la Seconde Guerre mondiale, le village est libéré le 31 août 1944.

#### Seconde moitié duXXesiècle
Marcelcave connait un déclin démographique jusque 1990 date à laquelle la commune n'a plus que 893 habitants. Ce déclin est dû principalement à la désindustrialisation qui vit la disparition des entreprises textiles de la commune.

#### XXIesiècle
À partir du début du siècle, le déclin démographique semble s'enrayer. La reprise de la croissance de la population est constatée lors du recensement de 1999 avec 977 habitants, et se poursuit depuis sans discontinuer.

## Politique et administration

### Liste des maires
| Période   | Période  | Identité          | Étiquette | Qualité                                                                           |
| --------- | -------- | ----------------- | --------- | --------------------------------------------------------------------------------- |
| 1866      | 1897     | Alphonse Tonnel   |           |                                                                                   |
| 1897      | 1916     | Charles Haroeul   |           |                                                                                   |
| 1916      | 1926     | Georges Boyenval  |           |                                                                                   |
| 1926      | 1929     | Hector Moyencourt |           |                                                                                   |
| 1929      | 1944     | Louis Delouard    |           |                                                                                   |
| 1944      | 1971     | Alexandre Gruit   |           |                                                                                   |
| 1971      | 1990     | Christian Hunet   |           | Pharmacien                                                                        |
| 1990      | 2008     | Ghislain Fournet  |           | Instituteur                                                                       |
| mars 2008 | en cours | Alain Savoie      |           | Vice-président de la CC du Val de Somme (2014 → ) Réélu pour le mandat 2014-2020, |

## Population et société

### Démographie
L'évolution du nombre d'habitants est connue à travers les recensements de la population effectués dans la commune depuis 1793. Pour les communes de moins de 10 000 habitants, une enquête de recensement portant sur toute la population est réalisée tous les cinq ans, les populations de référence des années intermédiaires étant quant à elles estimées par interpolation ou extrapolation. Pour la commune, le premier recensement exhaustif entrant dans le cadre du nouveau dispositif a été réalisé en 2005.

En 2022, la commune comptait 1 293 habitants, en évolution de +8,66 % par rapport à 2016 (Somme : −1,26 %, France hors Mayotte : +2,11 %).
| 1793  | 1800  | 1806  | 1821  | 1831  | 1836  | 1841  | 1846  | 1851  |
| ----- | ----- | ----- | ----- | ----- | ----- | ----- | ----- | ----- |
| 1 260 | 1 312 | 1 395 | 1 250 | 1 512 | 1 582 | 1 591 | 1 614 | 1 481 |

| 1856  | 1861  | 1866  | 1872  | 1876  | 1881  | 1886  | 1891  | 1896  |
| ----- | ----- | ----- | ----- | ----- | ----- | ----- | ----- | ----- |
| 1 461 | 1 485 | 1 534 | 1 389 | 1 543 | 1 647 | 1 670 | 1 698 | 1 612 |

| 1901  | 1906  | 1911  | 1921 | 1926  | 1931  | 1936 | 1946 | 1954 |
| ----- | ----- | ----- | ---- | ----- | ----- | ---- | ---- | ---- |
| 1 569 | 1 565 | 1 408 | 785  | 1 077 | 1 001 | 927  | 905  | 907  |

| 1962 | 1968 | 1975 | 1982 | 1990 | 1999 | 2005 | 2006  | 2010  |
| ---- | ---- | ---- | ---- | ---- | ---- | ---- | ----- | ----- |
| 944  | 954  | 919  | 961  | 893  | 977  | 989  | 1 015 | 1 089 |

| 2015  | 2020  | 2022  | - | - | - | - | - | - |
| ----- | ----- | ----- | - | - | - | - | - | - |
| 1 182 | 1 275 | 1 293 | - | - | - | - | - | - |

### Enseignement

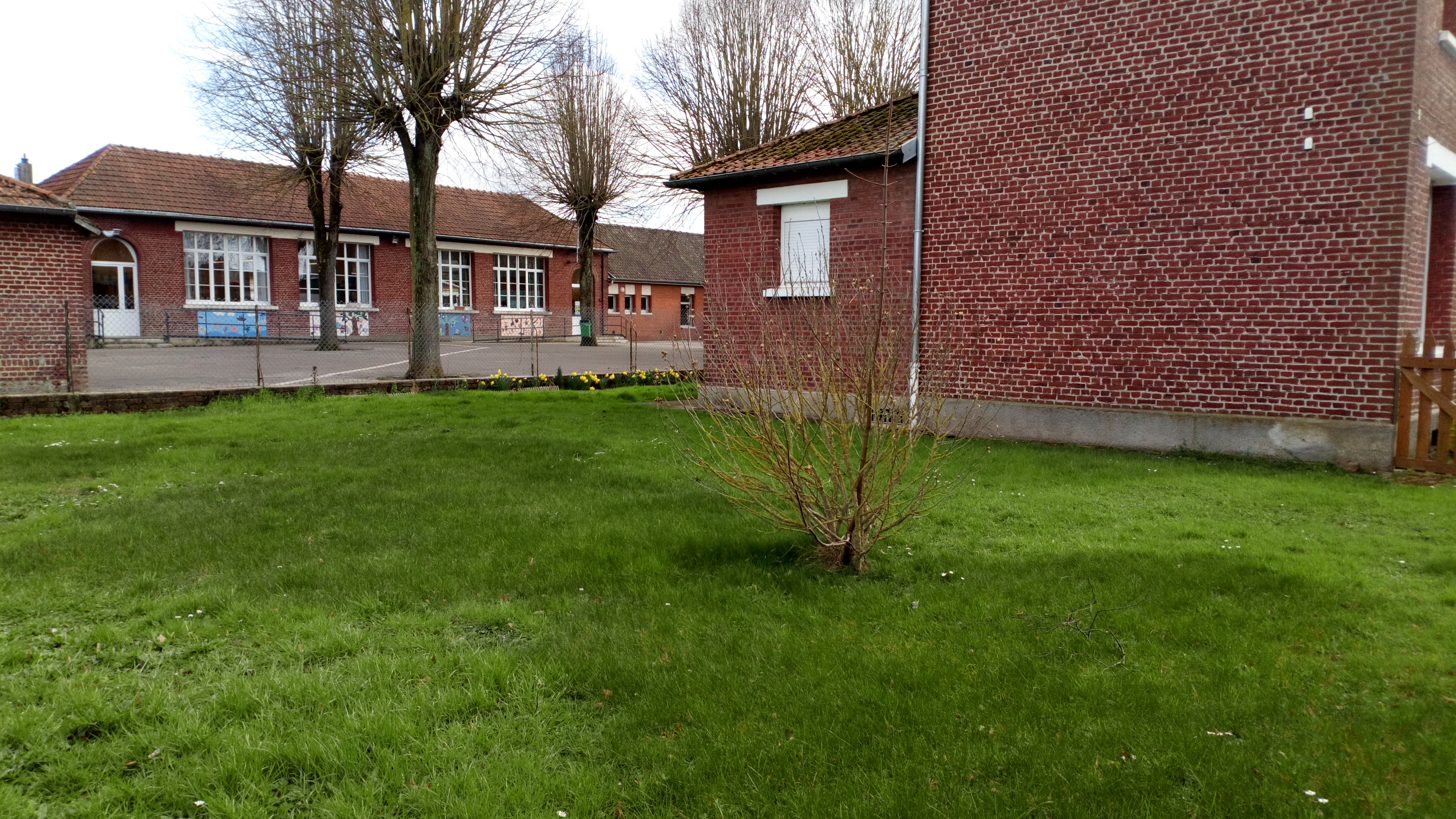
L'école communale.

L'école primaire communale comprend une école maternelle et une école élémentaire. Au total, sept classes accueillent 170 élèves[Quand ?].
Le collège public du secteur se trouve à Villers-Bretonneux (collège Jacques-Brel).

### Autres équipements

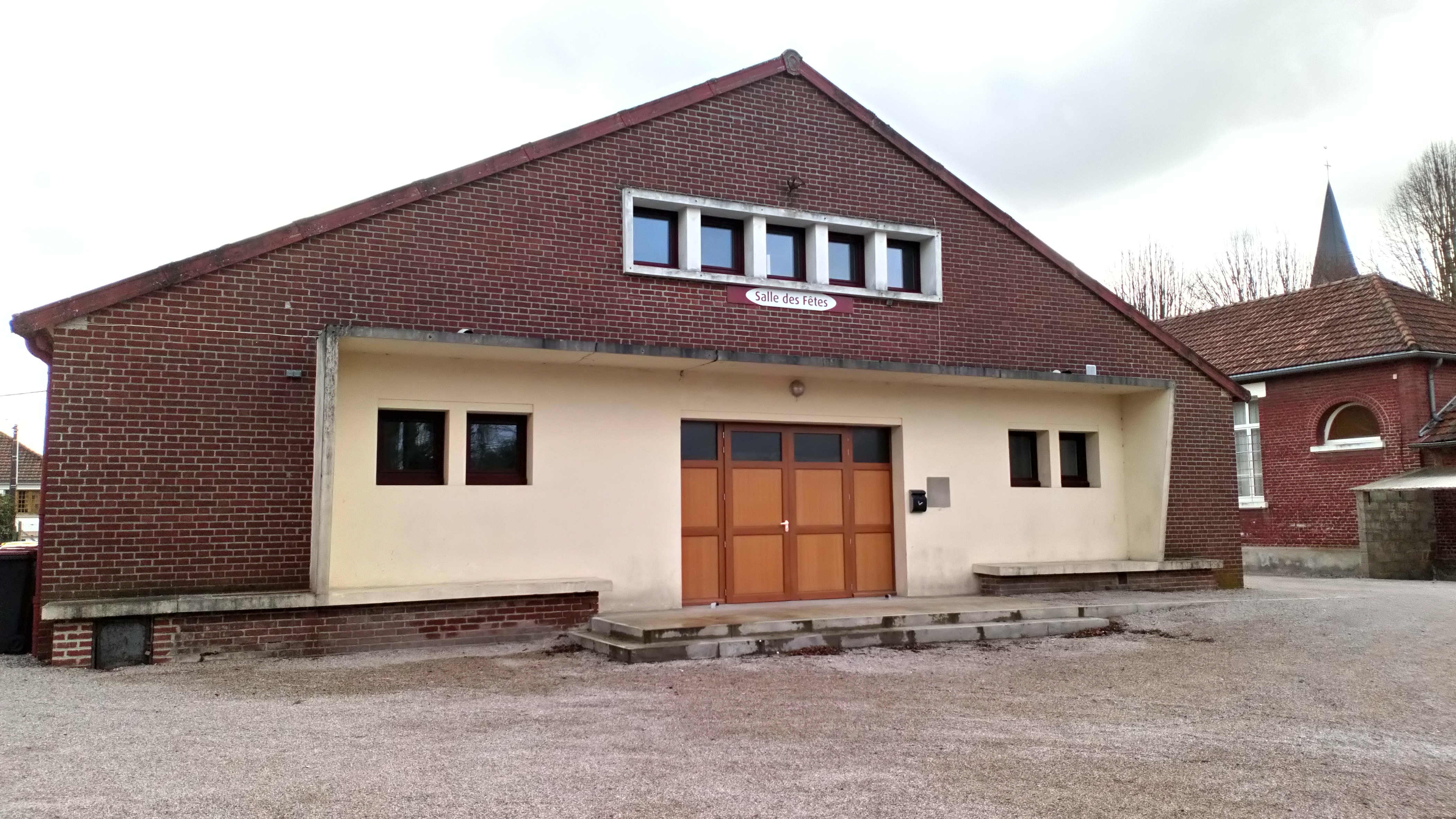
La salle des fêtes

## Économie
L'activité industrielle de la commune a totalement disparu. Le village dispose d'un tissu commercial et artisanal de proximité.

## Culture locale et patrimoine

### Lieux et monuments
- Église Saint-Marcel[39],[40]. reconstruite en 1926, l'église primitive datait du XVIe siècle[20].

- Ancienne usine de bonneterie Fournier-Tonnel, fondée en 1893 et reconstruite en 1924. Désaffectée, elle a gardé ses bâtiments de production avec ses toits en shed et le bâtiment de la direction.
- Monument aux morts, sculpture de Louis Leclabart.
- Nécropole nationale des Buttes. Cette nécropole a été édifiée à la place d'un petit cimetière jouxtant l'hôpital militaire H.O.E. 13. Elle contient mille six cent dix corps de combattants français[28].

- Cimetière militaire britannique du bois (Wood Cemetery).

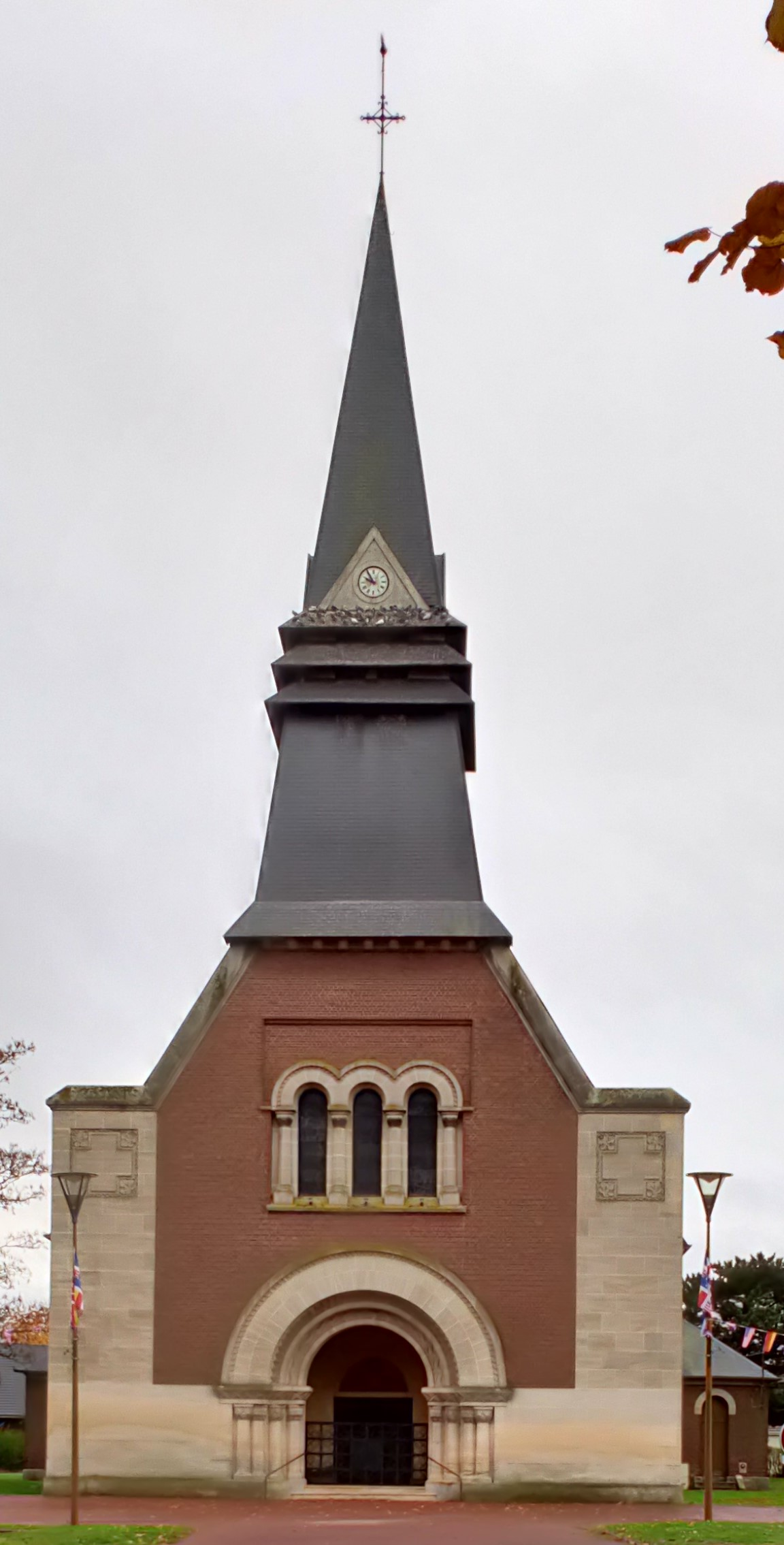
L'église.
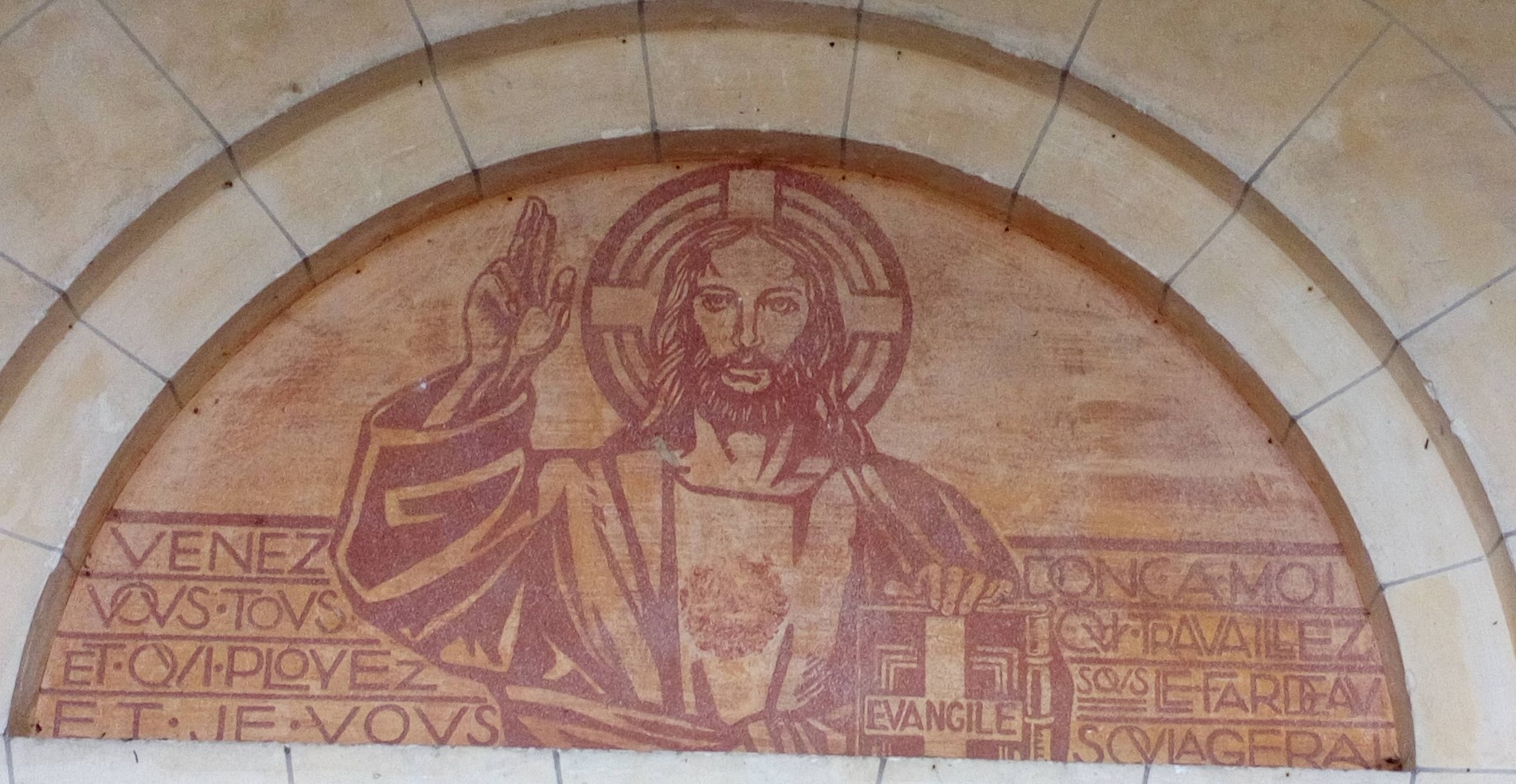
Tympan de l'église
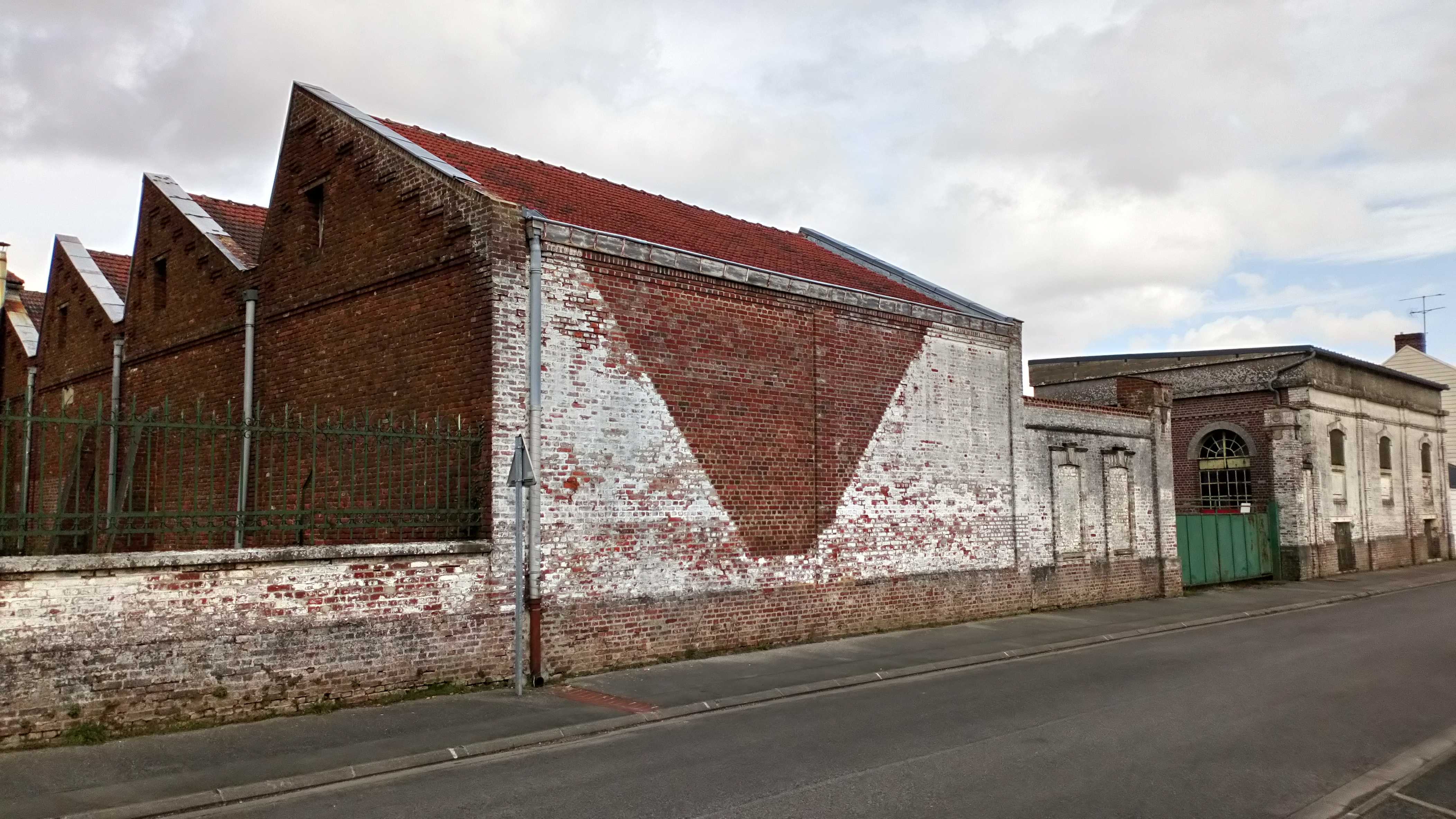
Ancienne usine de bonneterie
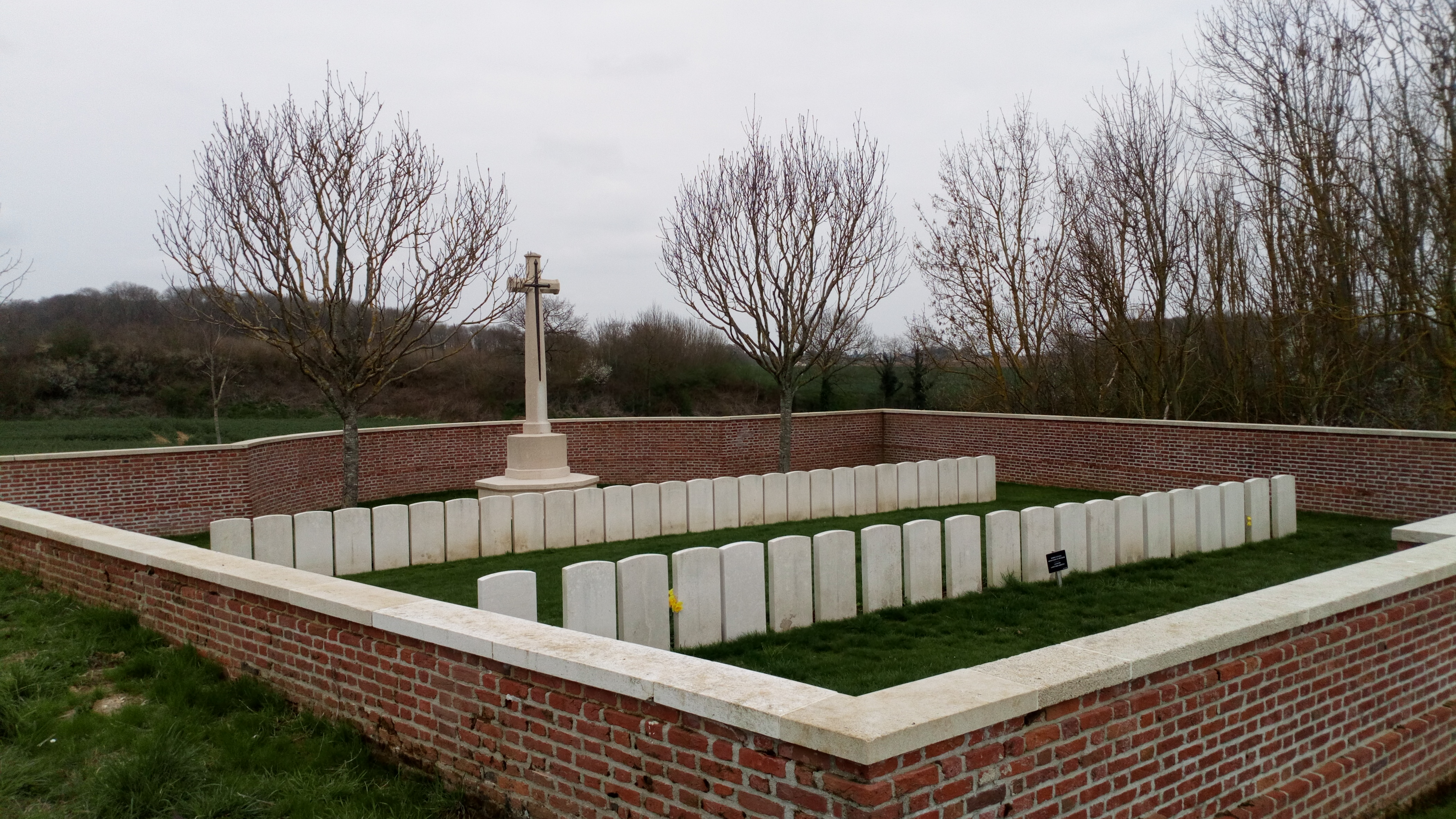
Cimetière militaire britannique.
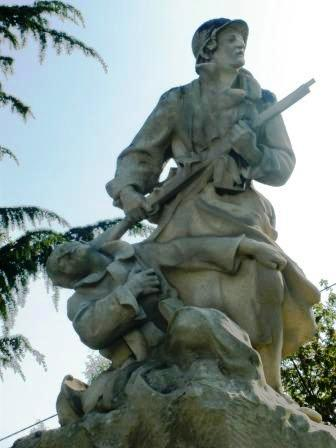
groupe sculpté du monument aux morts

### Personnalités liées à la commune
- François Flameng, peintre officiel des armées qui a immortalisé, pendant la Grande Guerre, les combats qui eurent lieu ici et dont les nombreux croquis et dessins parurent dans la revue L'Illustration.

### Sobriquet des habitants
Noms jetés des villageois : pour leurs tenues excentriques et colorées les habitants étaient affublés du surnom collectif « chés djais d'Marché » (les geais de Marché).

### Héraldique
| Blason de Marcelcave | Blason  | D'argent au frêne arraché de sinople. Ornements extérieursDécorations : Croix de guerre 1914-1918.                                                                                      |
| Blason de Marcelcave | Détails | Le blason est inspiré du blason de Pierre du Fresne (d'or au frêne arraché de sinople), seigneur du lieu. L'or a été modifié en argent. Utilisé, le statut officiel reste à déterminer. |

## Pour approfondir